# Polska Formuła 3 Sezon 1999
1999 – dziesiąty sezon Polskiej Formuły 3, rozgrywany w ramach WSMP. W mistrzostwach brały udział samochody Formuły 3 ze zwężką do 26 mm (F3-R26) oraz do 24 mm (F3-R24) a także klasa E2000.

## Zwycięzcy
| Runda | Data              | Tor           | Pole position    | Najszybsze okrążenie | Zwycięzca (kierowcy) | Zwycięzca (zespoły)        |
| ----- | ----------------- | ------------- | ---------------- | -------------------- | -------------------- | -------------------------- |
| 1     | 29–30 maja        | Poznań        | ?                | Ryszard Luciński     | Maciej Marcinkiewicz | Hołowczyc Management / Vox |
| 2     | 12–13 czerwca     | Kielce        | ?                | ?                    | Ryszard Luciński     | Lotos                      |
| 3     | 2–4 lipca         | Poznań        | Rafał Podolski   | ?                    | Maciej Marcinkiewicz | Hołowczyc Management / Vox |
| 4     | 6–8 sierpnia      | Kamień Śląski | Ryszard Luciński | Maciej Marcinkiewicz | Ryszard Luciński     | Lotos                      |
| 5     | 27–29 sierpnia    | Kamień Śląski | ?                | Ryszard Luciński     | Ryszard Luciński     | Lotos                      |
| 6     | 18–19 września    | Poznań        | ?                | Tadeusz Kłosowski    | Maciej Marcinkiewicz | Hołowczyc Management / Vox |
| 7     | 9–10 października | Poznań        | Ryszard Luciński | Ryszard Luciński     | Ryszard Luciński     | Lotos                      |

## Klasyfikacja kierowców
| Legenda oznaczeń w tabelach wyników Wyświetl szablon na nowej stronie | Legenda oznaczeń w tabelach wyników Wyświetl szablon na nowej stronie                                                                     |
| Oznaczenie                                                            | Wyjaśnienie |
| --------------------------------------------------------------------- | --- |
| Złoty                                                                 | Zwycięzca lub mistrzostwo |
| Srebrny                                                               | 2. miejsce lub wicemistrzostwo |
| Brązowy                                                               | 3. miejsce lub II wicemistrzostwo |
| Zielony                                                               | Ukończył, punktował (w klasyfikacji generalnej, gdy zdobył co najmniej jeden punkt na przestrzeni sezonu, poza trzema powyższymi opcjami) |
| Niebieski                                                             | Ukończył, nie punktował (w klasyfikacji generalnej, gdy nie zdobył co najmniej jednego punktu na przestrzeni sezonu)                      |
| Czerwony                                                              | Nie zakwalifikował się (NZ) |
| Czerwony                                                              | Nie prekwalifikował się (NPK) |
| Różowy                                                                | Nie ukończył (NU) |
| Różowy                                                                | Niesklasyfikowany (NS) (w klasyfikacji generalnej, gdy nie został sklasyfikowany w żadnym wyścigu sezonu)                                 |
| Czarny                                                                | Zdyskwalifikowany (DK) |
| Czarny                                                                | Wykluczony (WYK/EX) |
| Biały                                                                 | Nie wystartował (NW) |
| Biały                                                                 | Kontuzjowany (K/INJ) |
| Biały                                                                 | Wyścig odwołany (OD/C) |
| Bez koloru                                                            | Został wycofany (WYC/WD) |
| Bez koloru                                                            | Nie przybył (NP/DNA) |
| Bez koloru                                                            | Nie brał udziału w treningach (NT/DNP) |
| Bez koloru                                                            | Nie został zgłoszony (–) |
| Pogrubienie                                                           | Start z pole position |
| Kursywa                                                               | Najszybsze okrążenie wyścigu |
| †                                                                     | Nie ukończył, ale jego rezultat został zaliczony ze względu na przejechanie więcej niż 90% dystansu wyścigu.                              |
| *                                                                     | Sezon w trakcie |
| 1/2/3                                                                 | Punktowana pozycja w sprincie kwalifikacyjnym                                                                                             |
| Lista systemów punktacji Formuły 1                                    | |

| 1                                             | Ryszard Luciński      | Lotos                         | 3  | 1  | -  | 1  | 1 | 4  | 1  | 48 |
| 2                                             | Maciej Marcinkiewicz  | Hołowczyc Management / Vox    | 1  | 3  | 1  | 2  | 2 | 1  | -  | 46 |
| 3                                             | Rafał Podolski        | Automobilklub Kielecki        | 2  | 2  | 3  | 4  | 5 | 5  | 2  | 28 |
| 4                                             | Tadeusz Kłosowski     | Automobilklub Szczeciński     | 4  | 4  | 2  | 3  | - | 2  | -  | 22 |
| 5                                             | Maurycy Kochański     | Autoklub Rzemieślnik Warszawa | 6  | -  | 4  | 7  | - | 6  | 3  | 10 |
| 6                                             | Michał Gil            | Automobilklub Kielecki        | -  | 6  | 5  | 6  | 3 | 7  | NU | 9  |
| 7                                             | Tomasz Szczęsny       | Autoklub Rzemieślnik Warszawa | 5  | 5  | NU | -  | - | -  | -  | 4  |
| 8                                             | Robert Podolski       | Automobilklub Kielecki        | 7  | 7  | 6  | 5  | 6 | 10 | -  | 4  |
| 9                                             | Piotr Kaźmierczak     | Automobilklub Krakowski       | 8  | -  | 8  | NU | 4 | 12 | NU | 3  |
| 10                                            | Andrzej Godula        | Automobilklub Polski          | 9  | 8  | 9  | 10 | - | 13 | 4  | 3  |
| 11                                            | Tomasz Witkowicz      | Automobilklub Częstochowski   | -  | -  | -  | 9  | - | 8  | 5  | 2  |
| 12                                            | Juliusz Podolski      | Automobilklub Kielecki        | 10 | 9  | -  | 12 | 7 | -  | 6  | 1  |
| NS                                            | Andrzej Grabowski     | Automobilklub Orski           | -  | 10 | 12 | 14 | - | -  | 7  | 0  |
| NS                                            | Wacław Podolski       | Automobilklub Kielecki        | -  | -  | 7  | 11 | - | 11 | -  | 0  |
| NS                                            | Hieronim Kochański    | Autoklub Rzemieślnik Warszawa | -  | -  | -  | 8  | - | -  | 9  | 0  |
| NS                                            | Piotr Wozowicz        | Stomil Dębica                 | -  | -  | -  | -  | - | -  | 8  | 0  |
| NS                                            | Przemysław Walknowski | Automobilklub Szczeciński     | 11 | -  | 10 | 13 | - | 15 | -  | 0  |
| NS                                            | Piotr Lenartowicz     | Automobilklub Krakowski       | -  | -  | -  | -  | - | 16 | 10 | 0  |
| NS                                            | Jarosław Podsiadło    | Automobilklub Kielecki        | -  | -  | 11 | -  | - | 14 | -  | 0  |
| NS                                            | Michał Matuszyk       | Automobilklub Dolnośląski     | -  | -  | -  | -  | - | 17 | 11 | 0  |
| Kierowcy niedopuszczeni do zdobywania punktów |                       |                               |    |    |    |    |   |    |    |    |
| NS                                            | Hanuš Lim             | Lím Racing Cars               | -  | -  | -  | -  | - | 3  | -  | 0  |
| NS                                            | Lukáš Dorda           | Hanuš Lim                     | -  | -  | -  | -  | - | 9  | -  | 0  |